# Pandora (film)
Pandora (Pandora and the Flying Dutchman) è un film del 1951 diretto da Albert Lewin.
Interpretato da Ava Gardner e James Mason, è una rivisitazione, in chiave fantastica, della leggenda dell'Olandese Volante, l'uomo condannato, per un atto di tracotanza contro Dio, a non morire mai e a vagare per i mari fino al giorno del giudizio o fino a quando non avesse incontrato una donna disposta ad amarlo fino a sacrificarsi per lui.

## Trama
I pescatori di Esperanza, un piccolo villaggio marittimo spagnolo, trovano nelle loro reti i corpi di un uomo e di una donna scomparsi poco tempo prima. I due cadaveri appartengono a Pandora, giovane cantante americana, e al misterioso olandese Hendrick van der Zee. La vicenda è narrata da un amico della coppia, Sir Geoffrey, un appassionato di antichità che aveva rinvenuto un manoscritto seicentesco riguardante la leggenda dell'Olandese Volante.
Pandora, donna benestante, di classe, fa strage di cuori maschili: un pretendente, all'inizio del film, arriva a uccidersi perché rifiutato; il suo stesso fidanzato, Stephen, sacrifica un'auto da corsa per lei come gesto d'amore nei suoi riguardi, in cambio della promessa di matrimonio.
Pandora è una donna che ha tutto, ma in realtà vive una vita stanca, dove nessuna emozione riesce più ad appagarla nel profondo. È promessa sposa a Stephen, anche se non ne è innamorata: ha bisogno di essere amata per uscire da una vita noiosa e senza una vera passione, quindi è solo attratta dal fatto che lui l'ami davvero.
Una notte, il gruppo di amici avvista al largo della costa uno strano yacht, che sembra deserto. Pandora, attratta da un'improvvisa curiosità, si getta in mare e raggiunge lo yacht a nuoto. A bordo trova soltanto un misterioso olandese, Hendrick Van der Zee, che sta dipingendo un quadro, che risulta essere un ritratto di Pandora stessa. La donna, intrigata dalle coincidenze, accoglie Van der Zee nel suo gruppo di amici, ma l'uomo rivela un'indole malinconica e pare celare vari misteri.
Una notte, Sir Geoffrey chiede di tradurre un manoscritto a Hendrick, che rivela di essere proprio lui l'Olandese Volante di cui il manoscritto narra e di aver redatto lui stesso il documento.
Hendrick, vissuto nel Seicento nei Paesi Bassi, viveva con una giovane e splendida moglie, una donna virtuosa e amatissima. A causa di un equivoco, in preda alla gelosia  l'aveva uccisa, credendola infedele.
Durante il suo processo, si era augurato di vivere per sempre, fino al giudizio, sicuro che non avrebbe mai trovato una donna talmente fedele e devota fino a morire per lui. Questa ricerca sarebbe stata quindi la sua condanna.
Uscito misteriosamente dalla prigione, era salpato con la sua nave.
Durante una notte, mescolando sogni e immaginazione, era riuscito a dare un nome alla sua colpa, comprendendo quale fosse veramente stata: aveva ucciso l'innocenza.
Il mattino dopo, affacciandosi sul ponte della nave, si era accorto che l'equipaggio era scomparso, ma che riusciva a eseguire le manovre comandandole col pensiero.
Da allora, per secoli, vaga in cerca della donna a lui devota, ma per trovarla ha il permesso di tornare a terra solo ogni sette anni.
Sconvolto dalla rivelazione, Sir Geoffrey cerca di allontanare Pandora da Hendrick, che anche da parte sua, dopo aver ricevuto la confessione dell'amore di lei, pur amandola veramente fa di tutto per scoraggiarla.
Nel frattempo, fa ritorno a Esperanza il giovane torero Juan Montalvo, che s'innamora follemente di Pandora. Accortosi del sentimento che lega Pandora all'olandese, per gelosia lo pugnala durante un'imboscata notturna: ma Hendrick muore solo apparentemente, perché a causa dell'incantesimo la vita torna in lui. Il giorno dopo, mentre è impegnato in una corrida, Montalvo vede Van der Zee vivo e rimane sconvolto: persa la concentrazione, viene colto alla sprovvista dal toro, che lo incorna e lo riduce in fin di vita. Allora rivela l'accaduto a Pandora, che aveva già intuito.
Credendo che Hendrick sia partito, Geoffrey consegna il manoscritto alla donna, che capisce tutto. 
L'olandese invece, nonostante abbia dato l'ordine di partenzadalla sua nave, non è riuscito a partire perché il vento si è misteriosamente fermato e il panfilo è privo di motore. Pandora può così raggiungerlo a nuoto. Lei e Hendrick capiscono di essere il marito e la moglie che si sono ritrovati e sono pronti a morire insieme, cosa che accade poco dopo, quando un'improvvisa tempesta,anch'essa legata al loro destino, affonda il vascello.

## Produzione
Il fim venne girato a Tossa de Mar, in Spagna, dove si può ammirare il monumento in bronzo, in grandezza naturale, dedicato ad Ava Gardner.